# Evolvulus alsinoides
Evolvulus alsinoides är en vindeväxtart som först beskrevs av Carl von Linné, och fick sitt nu gällande namn av Carl von Linné. Evolvulus alsinoides ingår i släktet Evolvulus och familjen vindeväxter.

## Underarter
Arten delas in i följande underarter:
- E. a. adscendens
- E. a. angustifolius
- E. a. decumbens
- E. a. hirsutus
- E. a. javanicus
- E. a. philippinensis
- E. a. rotundifolius
- E. a. sericeus
- E. a. villosicalyx

## Bildgalleri

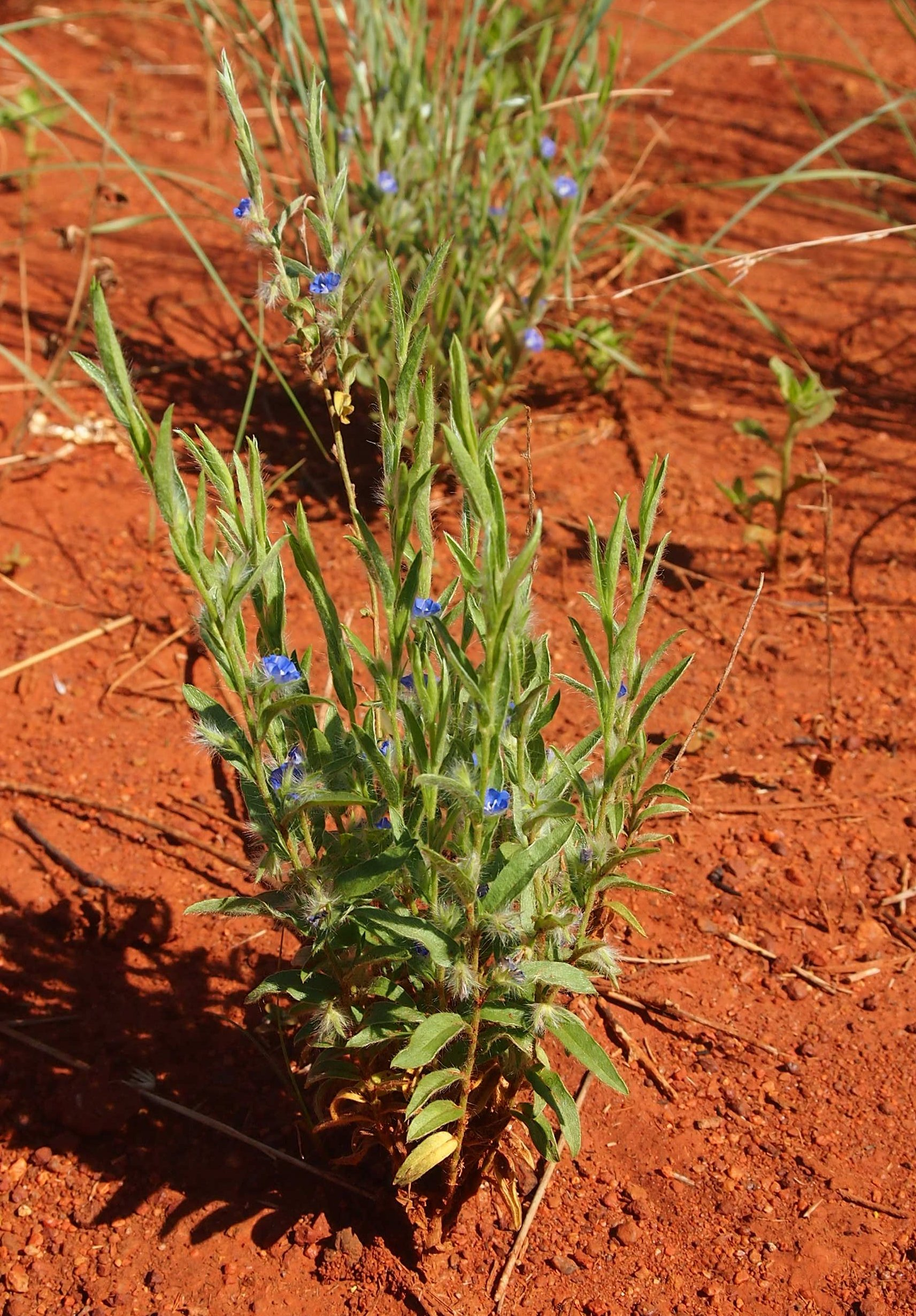
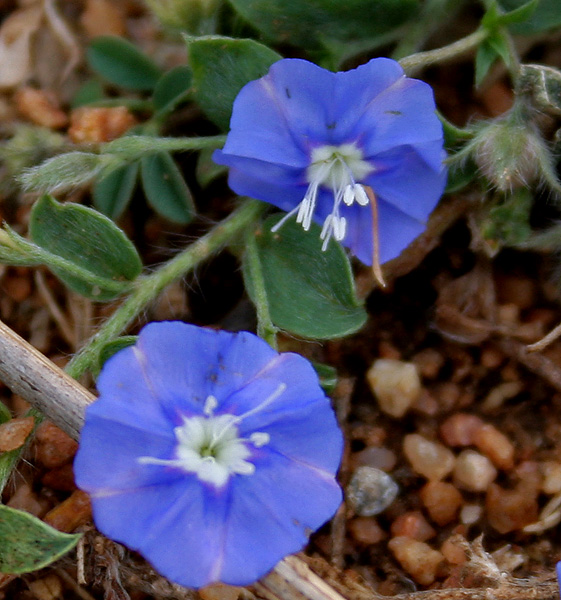
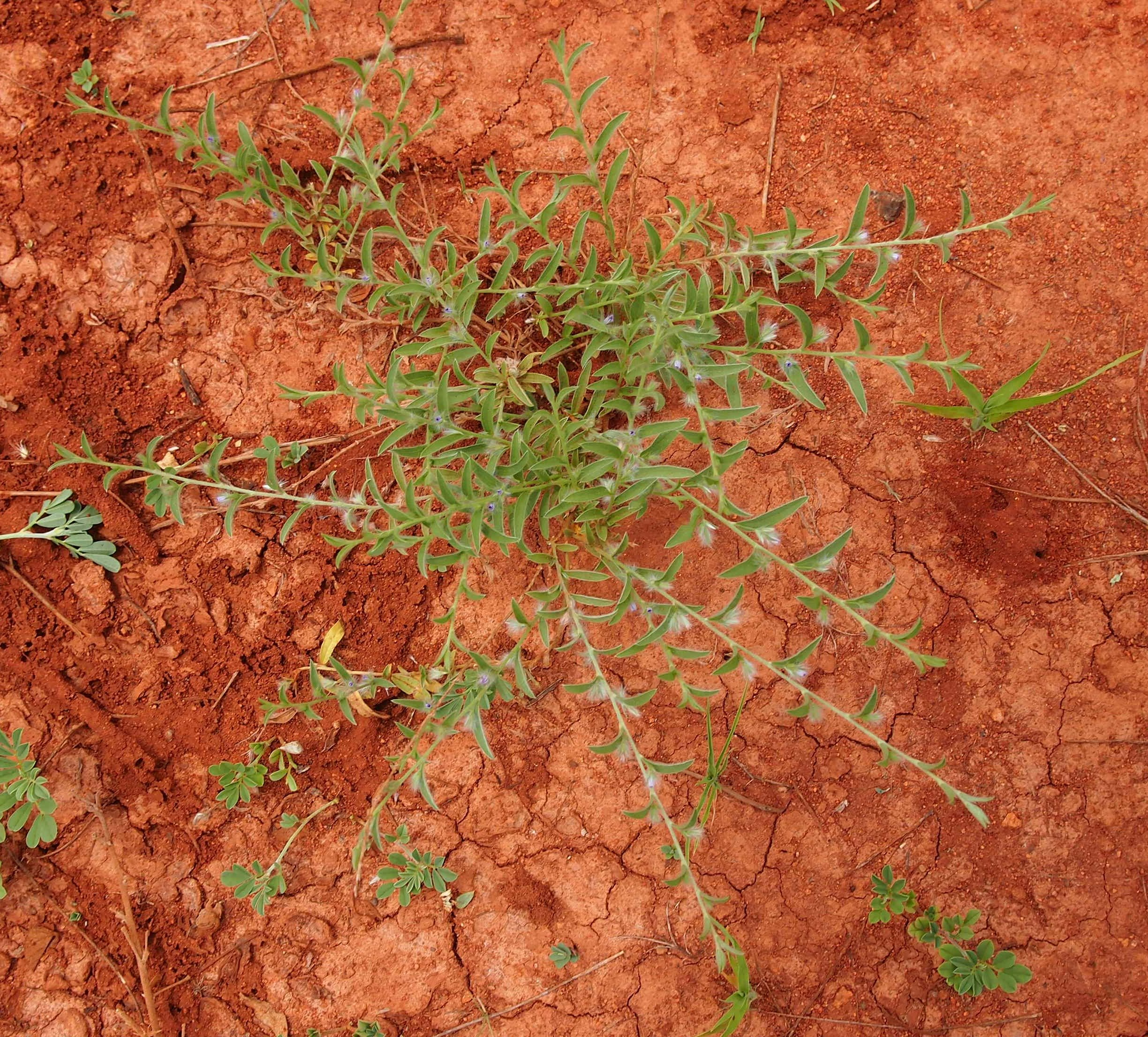
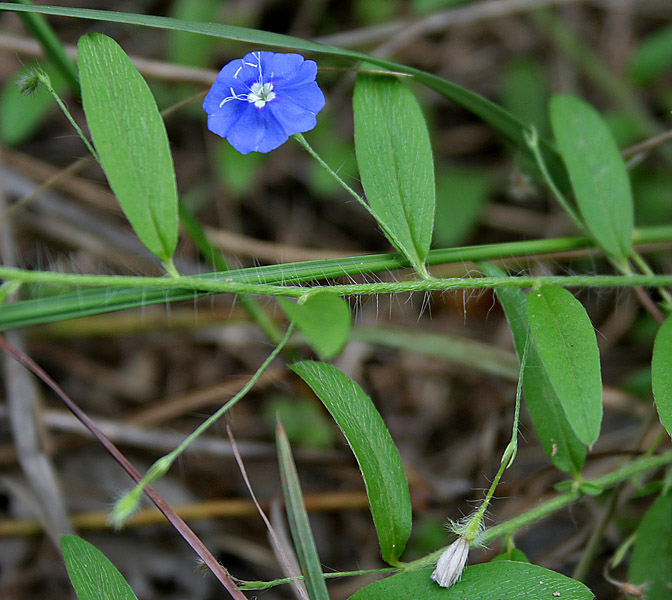
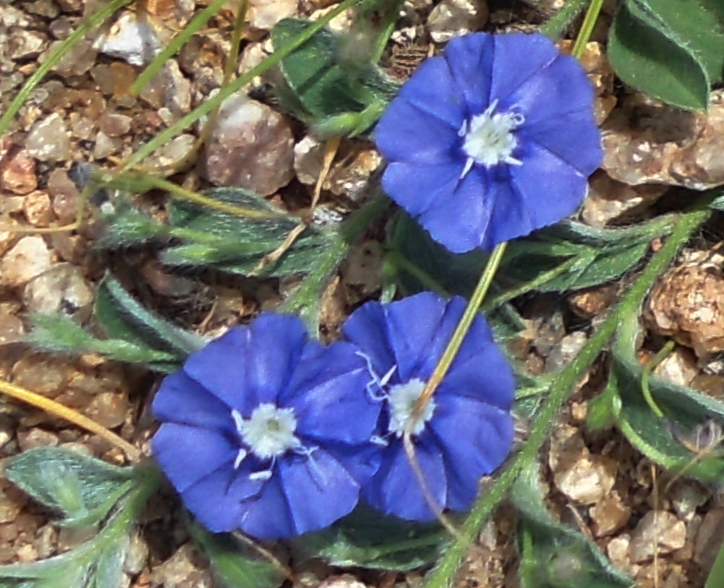
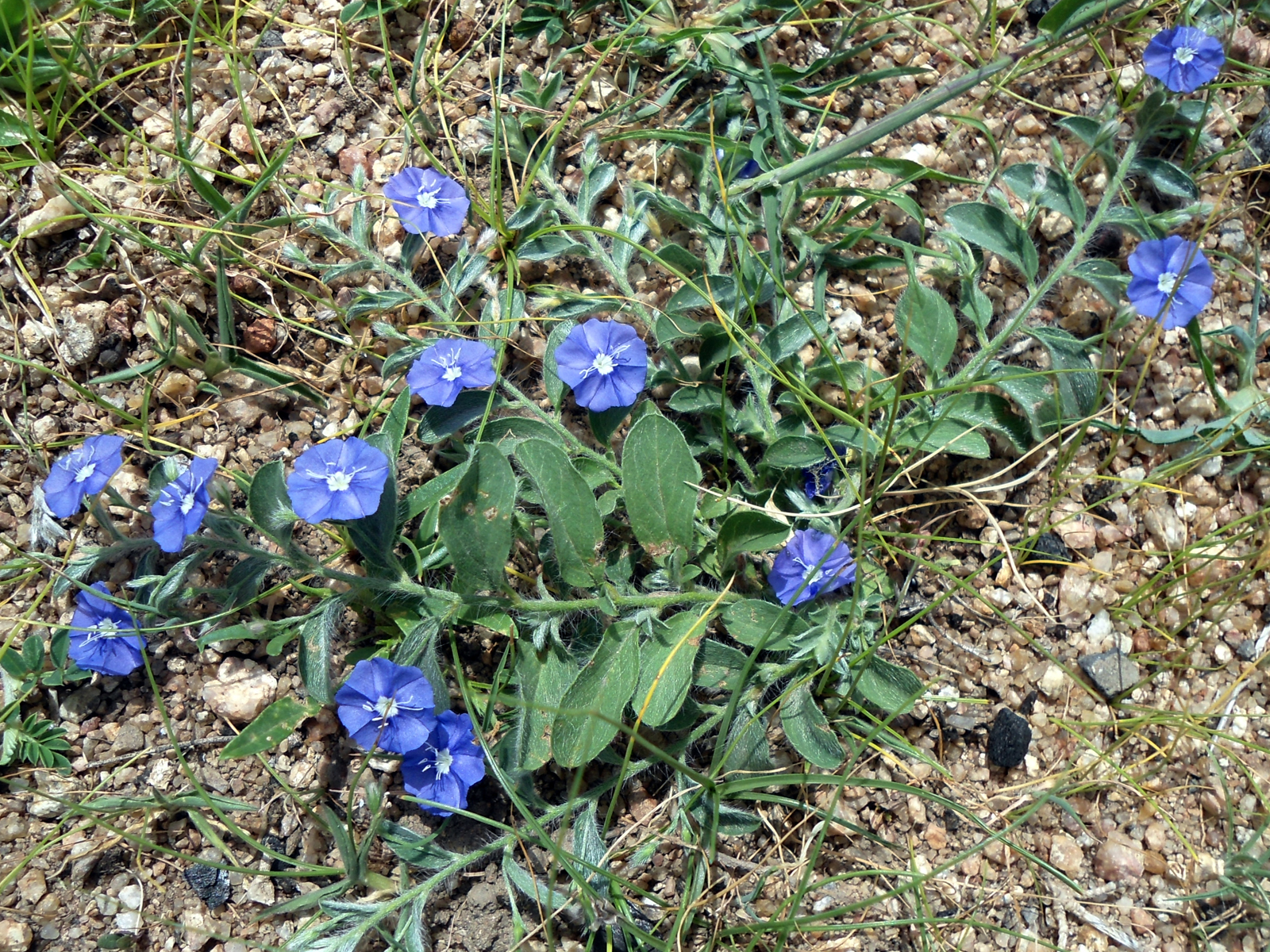